# Cactus World News
Cactus World News ist eine irische Indie-Rock-Band aus Dublin. Die Band wurde 1984 von Frank Kearns (Gitarre) und Eoin McEvoy (Gesang) gegründet und umfasste Wayne Sheehy (Schlagzeug) und Fergal MacAndris (Bass). Nach ihrer Auflösung im Jahre 1991 wurde die Band 2011 mit einer neuen Besetzung von Kearns, Sheehy und MacAndris mit Eoin Scott und Eoin Watkins reformiert.

## Geschichte
Die erste Veröffentlichung und der bekannteste Song von Cactus World News ist The Bridge, der von U2s Bono produziert und auf ihrem Mother Records-Label veröffentlicht wurde. Cactus World News tourten 1985 mit der Band The Cult durch Großbritannien und unterschrieben bei MCA Records einen Plattenvertrag. Am 17. Mai 1986 trat die Band beim Self Aid-Konzert in Dublin auf. Die Gruppe veröffentlichte 1986 ihr von Chris Kimsey produziertes Debütalbum Urban Beaches und erzielte mit ihren drei Singles Years Later, Worlds Apart und einer Neuaufnahme von The Bridge in Großbritannien einige Aufmerksamkeit. Alle drei Singles erreichten die UK Singles Chart. Bevor ihr zweites Album No Shelter im Jahr 1989 veröffentlicht werden konnte, wurde die Band aus ihrem Plattenvertrag entlassen und unterzog sich mehreren personellen Veränderungen. MacAindris und Sheehy gaben beide 1989 auf. McEvoy und Kearns machten noch einige Jahre weiter und verschiedene andere Bandmitglieder kamen und gingen, darunter Chris McGoldrick (Bass), John Doyle (Bass) und JJ Collier (Schlagzeug).
Im Juni 2011 wurde bekannt gegeben, dass Cactus World News nach 20 Jahren reformiert werden soll (mit Ausnahme von Eoin McEvoy, der andere Verpflichtungen hatte), um die befreundete Band Simple Minds am 30. Juli 2011 in Kerry in Irland zu unterstützen.
Im Februar 2015 kündigte die Band eine PledgeMusic-Kampagne zur Veröffentlichung des Albums Found an, einer Sammlung sehr seltener und bisher unveröffentlichter Tracks.
2016 realisierte Gitarrist Frank Kearns zusammen mit Steve Kilbey von der Gruppe The Church das musikalische Projekt Speed of the Stars.

## Diskografie

### Alben
- 1986: Urban Beaches (MCG 6005, 1986; Wiederveröffentlichung mit extra Songs 2001 auf Red Coral Records / Universal Music) – UK No. 56
- 1986: Live – Spin Magazine Concert Series (MCA L33-17202, US 1986)
- 1989: No Shelter (MCA; unveröffentlicht bis 2004 auf Red Coral Records)
- 2015: Found (Red Coral Records)

### Singles
- 1985: The Bridge (Mother)
- 1986: Years Later (MCA) – UK No. 59
- 1986: Worlds Apart (MCA) – UK No. 58
- 1986: The Bridge (MCA) – UK No. 74
- 1989: Rebound (MCA)
- 1989: Town Like This (MCA)
- 1990: Don't Let Me Down (Rainbow)